# The Adjustment Bureau
The Adjustment Bureau is een film van regisseur George Nolfi die in maart 2011 in première ging. De hoofdrollen worden vertolkt door Matt Damon en Emily Blunt. De film is losjes gebaseerd op het korte verhaal Adjustment Team van Philip K. Dick.

## Verhaal
David Norris is een charismatische praatjesmaker en politicus. Hij lijkt de geschikte man om ooit een grootse, politieke carrière uit te bouwen. Op een dag ontmoet hij de mysterieuze en beeldschone balletdanseres Elise Sellas, maar door enkele bizarre omstandigheden geraakt hun relatie nooit van de grond. Hij vermoedt dat er iets of iemand probeert hen uit elkaar te houden.

## Rolverdeling
- Matt Damon - David Norris
- Emily Blunt - Elise Sellas
- Anthony Mackie - Harry Mitchell
- Michael Kelly - Charlie Traynor
- John Slattery - Richardson
- Anthony Ruivivar - McCrady
- Terence Stamp - Thompson